# Psychotic Waltz
Psychotic Waltz est un groupe de metal progressif américain originaire de San Diego fondé en 1986.

## Biographie
L'histoire de Psychotic Waltz commence à San Diego en 1985 avec la création du groupe Aslan. Après la sortie d'une démo en 1986, le groupe se renomme Psychotic Waltz pour se démarquer d'un autre groupe qui utilisait le même patronyme. En 1990 sort leur premier album A Social Grace, dont ils font la promotion en jouant au Dynamo Open Air l'année suivante. Le groupe se sépare en 1996 après avoir sorti quatre albums studio.
En septembre 2010 Psychotic Waltz se reforme avec un nouveau guitariste, Steve Cox. Quelques semaines plus tard  Dan Rock  rejoint ses anciens collègues pour reformer le line-up historique du groupe. En 2011 ils participent à la tournée européenne Power of Metal dont les têtes d'affiche sont Symphony X et Nevermore. L'année suivante ils sont invités à jouer au Keep It True et au Rock Hard Festival. En 2017 ils sont annoncés à l'affiche du Graspop Metal Meeting et du Wacken Open Air.

## Membres

### Membres actuels
- "Buddy Lackey" alias Devon Graves - chant (1986-1996, depuis 2010)
- Dan Rock - guitare, claviers (1986-1996, depuis 2010)
- Brian McAlpin - guitare (1986-1996, depuis 2010)
- Norman Leggio - batterie (1986-1996, depuis 2010)
- Ward Evans - basse, tambourin (1986-1994, depuis 2010)

### Anciens membres
- Phil Cuttino - basse (1995-1996)
- Steve Cox - guitare (2010)

## Discographie

### Albums studio
- 1990 - A Social Grace
- 1992 - Into the Everflow
- 1994 - Mosquito
- 1996 - Bleeding

### Compilations
- 1998 - Live and Archives
- 1999 - Dark Millenium
- 2011 - The Architects Arise: The First Ten Years (coffret)